# Titania (satélite)
Titania, también designado como Urano III, es el mayor de los satélites del planeta Urano y el octavo del sistema solar. Descubierto por William Herschel el 11 de enero de  1787, Titania recibe su nombre de un personaje, la reina de las Hadas, de la obra de William Shakespeare El sueño de una noche de verano. Su órbita está completamente dentro de la magnetosfera de Urano.
Titania está compuesto de partes aproximadamente iguales de hielo y roca que están probablemente diferenciados en un núcleo rocoso y un manto de hielo. Una capa de agua líquida puede que esté presente en el límite entre el núcleo y el manto. La superficie de Titania, que es oscura y de color ligeramente rojizo, parece que ha sido modelada tanto por impactos como por procesos endógenos. Está cubierta por numerosos cráteres de impacto que llegan a alcanzar diámetros de 326 km, pero está menos craterizada que el satélite más externo de Urano, Oberón. Titania sufrió probablemente un remodelado superficial endógeno que eliminó una antigua superficie más craterizada. La superficie de Titania está atravesada por un sistema de enormes cañones y escarpes resultado de una expansión en una fase temprana de su evolución. Como todos los satélites de Urano, Titania se formó probablemente a partir del disco de acreción que rodeaba Urano justo después de la formación del planeta.
Estudios espectroscópicos realizados en la banda del infrarrojo hechos entre 2001 y 2005 revelaron la presencia de hielo de agua y dióxido de carbono en la superficie de Titania, lo que sugiere que es posible que posea una tenue atmósfera de dióxido de carbono. Medidas realizadas durante una ocultación estelar de Titania establecieron un límite superior a la presión atmosférica en la superficie de entre 10 y 20 nbar.
El sistema de Urano ha sido estudiado de cerca una sola vez por la sonda espacial Voyager 2 en enero de 1986. Se tomaron muchas fotografías de Titania que permitieron cartografíar el 40 % de su superficie.

## Descubrimiento y denominación

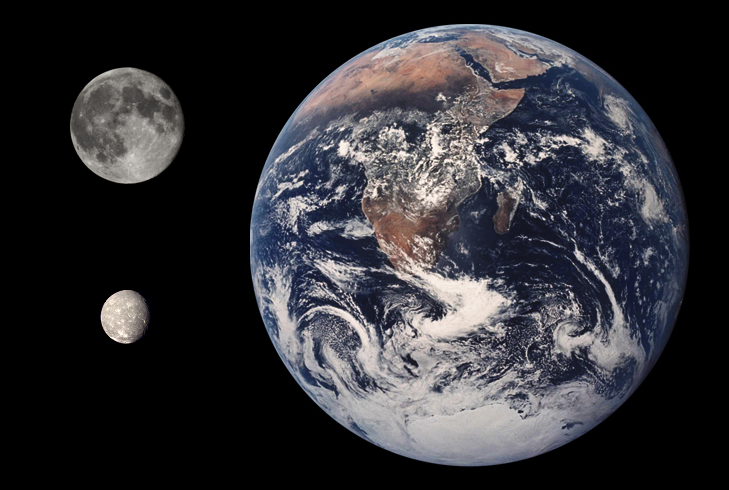
Comparación de los tamaños de Titania (abajo a la izquierda, la Luna (arriba a la izquierda) y la Tierra

Titania fue descubierta por William Herschel el 11 de enero de 1787, el mismo día en que descubrió también Oberón, el segundo mayor satélite de Urano. Más tarde informó del descubrimiento de cuatro satélites más, aunque posteriormente se revelaron como falsos avistamientos. Durante cerca de cincuenta años después de su descubrimiento Titania y Oberón no fueron observados por otros instrumentos que por los de Herschel, aunque el satélite es observable desde la Tierra con un telescopio de aficionado de hoy en día a partir de los 150-200 mm, bien a simple vista o con cámaras CCD.
Todos los satélites de Urano recibieron nombres de personajes de obras de William Shakespeare o Alexander Pope. El nombre de Titania viene de Titania, reina de las Hadas en El sueño de una noche de verano. Los nombres de los satélites fueron sugeridos por John Herschel, hijo del descubridor, en 1852 a pedido de William Lassell, que había descubierto dos satélites de Urano más, Ariel y Umbriel, el año anterior.
Titania fue inicialmente considerada como el «primer satélite de Urano» y por ello recibió la denominación de Urano I por Lassell, aunque a veces usase la denominación de Herschel, para quien Titania y Oberón eran Urano II y Urano IV respectivamente. Finalmente Lassell numeró los cuatro satélites conocidos hasta ese momento por orden de su distancia al planeta y por tanto Titania fue denominada como Urano III.

## Órbita
Titania orbita Urano a una distancia de aproximadamente 436 000 km, siendo el segundo más alejado del planeta de sus cinco principales satélites. La órbita de Titania tiene una baja excentricidad e inclinación respecto del ecuador de Urano. Su periodo orbital es alrededor de 8,7 días coincidente con el periodo de rotación sobre su eje; es decir, una cara de Titania siempre apunta a Urano, como en el caso de la Luna respecto de la Tierra, por efecto del acoplamiento de marea.
La órbita de Titania discurre completamente dentro de la magnetosfera de Urano. Este efecto es importante porque en todos los satélites que orbitan en el interior de la magnetosfera de Urano, todos excepto Oberón, el hemisferio que queda a la espalda del movimiento de traslación del satélite a lo largo de su órbita, se ve barrido por el plasma magnetosférico que rota junto con el planeta. Este bombardeo supone el oscurecimiento de esos hemisferios, efecto que se observa en todos los satélites excepto en Oberón.
Debido a la gran inclinación del eje de rotación de Urano que le hace estar "tumbado" respecto del Sol, al girar sus satélites en el plano ecuatorial también se ven sometidos a un ciclo estacional extremo. Ambos hemisferios norte y sur pasan 42 años en completa oscuridad y luego otros 42 años de iluminación continua. Una vez cada 42 años, cuando Urano está en el equinoccio y su plano ecuatorial interseca con la Tierra, se producen ocultaciones mutuas de los satélites. En 2007–2008 se observaron un gran número de esos eventos incluyendo dos ocultaciones de Titania por Umbriel el 15 de agosto y el 8 de diciembre de 2007.

## Composición y estructura interna

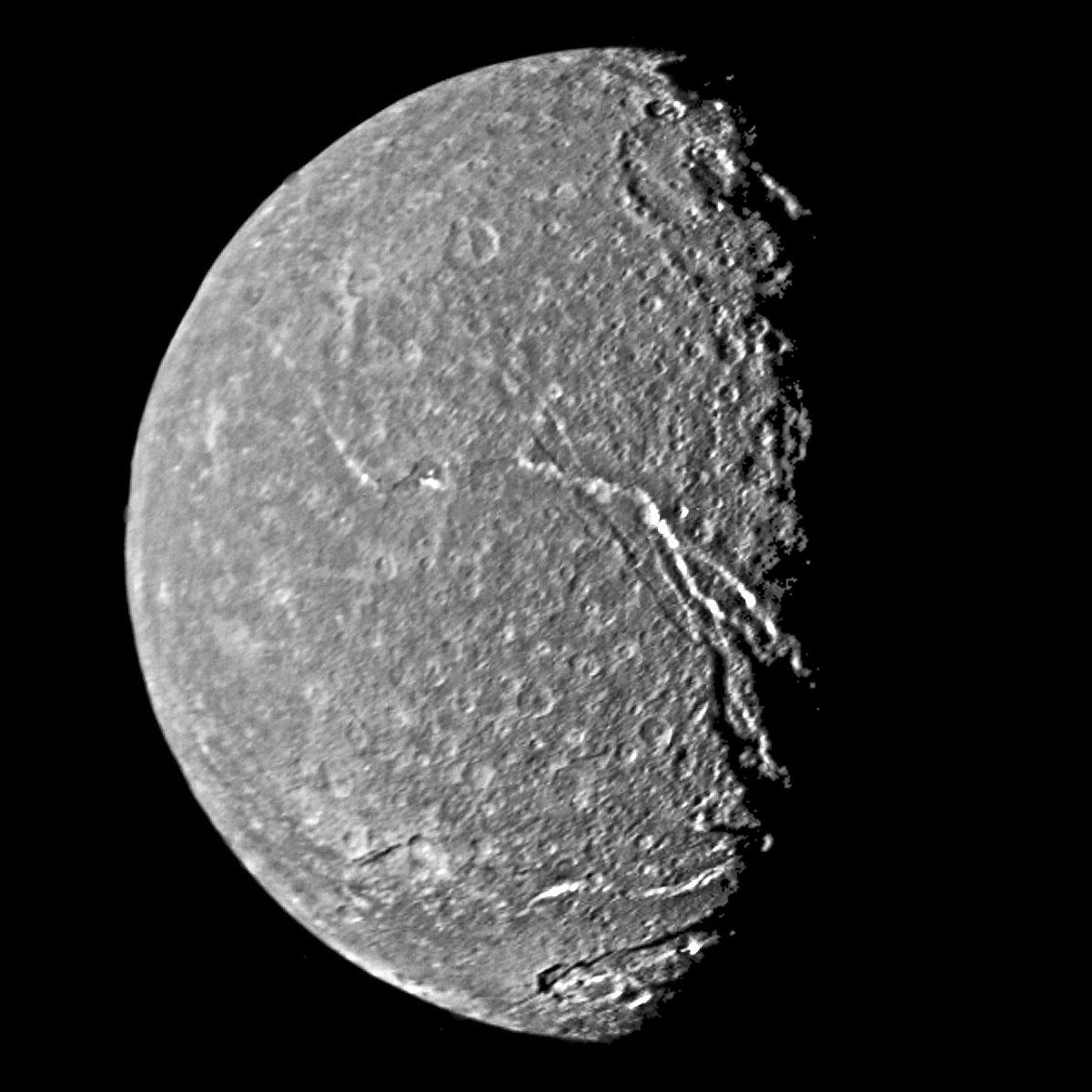
Fotografía tomada por la Voyager 2 que muestra los enormes cañones de Titania.

Titania es el mayor de los satélites de Urano y el octavo del sistema solar. Su densidad es de 1710 kg/m³, que es mayor que las densidades medias de los satélites de Saturno, lo que indica que están formados de proporciones aproximadamente iguales de hielo de agua y de un componente más denso que puede incluir rocas y compuestos orgánicos pesados. La presencia de hielo de agua está refrendada por observaciones espectroscópicas, que revelaron la presencia de hielo de agua cristalizado. Las líneas de absorción del hielo de agua son más fuertes en el hemisferio delantero —el del sentido de la traslación del satélite— que en el hemisferio trasero. Esto es lo contrario a lo observado en Oberón, en donde el hemisferio trasero muestra líneas de absorción de agua más fuertes que en el delantero. La causa de esta asimetría no está clara, pero puede estar relacionada con el bombardeo de partículas cargadas procedentes de la magnetosfera de Urano, que es más fuerte en el hemisferio trasero, debido a la corrotación del plasma magnetosférico con el satélite. Partículas de alta energía someten a la superficie a un proceso de pulverización catódica descomponiendo el agua y los compuestos orgánicos, dejando como residuo un oscuro material rico en carbono.
Excepto el agua, el único compuesto identificado en la superficie de Titania por espectroscopia infrarroja es el dióxido de carbono, que se concentra fundamentalmente en el hemisferio trasero. Otros posibles candidatos para la superficie oscura incluyen rocas y varias sales y compuestos orgánicos. El origen del dióxido de carbono es también desconocido. Puede haberse producido localmente a partir de carbonatos o de compuestos orgánicos bajo la influencia de la radiación ultravioleta solar o por partículas energéticas cargadas provenientes de la magnetosfera de Urano. El proceso anterior explicaría la asimetría en la distribución, porque el hemisferio trasero está sujeto a una mayor influencia de la magnetosfera planetaria que el hemisferio delantero. Otra posible fuente es la surgencia de dióxido de carbono primordial atrapado en el interior del hielo de agua en el interior del satélite. El escape de dióxido de carbono puede estar relacionado con el pasado geológico de Titania.
El interior de Titania puede dividirse en un núcleo rocoso rodeado por un manto helado. Si éste es el caso, el radio del núcleo, sería de 520 km, el 66 % del radio total del satélite, y el 58 % del total de su masa. La presión en el centro de Titania es de aproximadamente 0,58 GPa (5,8 kbar). El estado actual del manto es desconocido. Si el manto contiene suficiente amoníaco u otro anticongelante, Titania podría contener un océano líquido en el límite entre el núcleo y el manto. El ancho de este océano sería como máximo de 50 km y su temperatura rondaría los 190 K. De todas maneras la estructura interna de Titania depende en gran medida de la historia termal del satélite, que es, hoy en día, poco conocida.

## Accidentes superficiales y geología

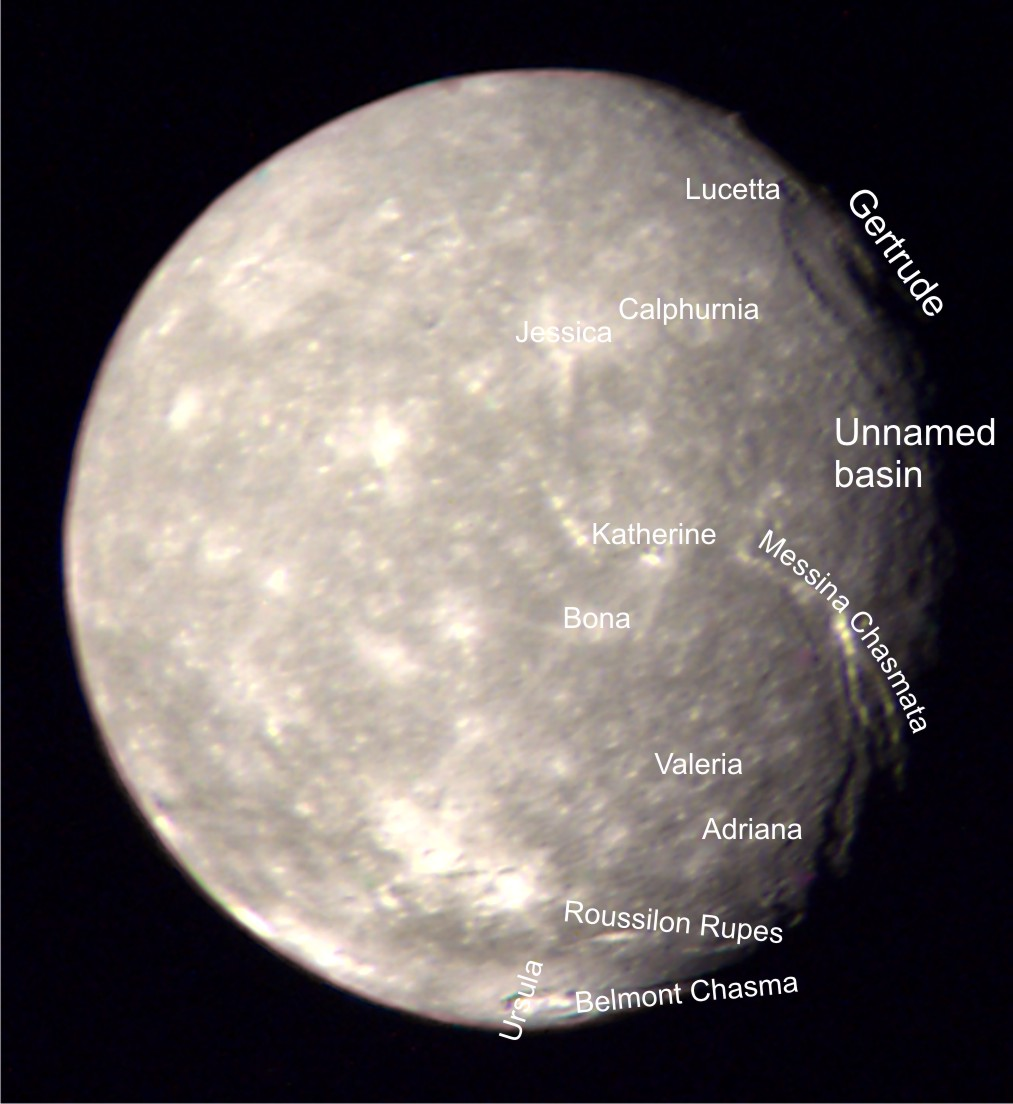
Imagen de Titania donde se reflejan los principales accidentes.

Titania tiene un brillo intermedio entre los más oscuros Oberón y Umbriel y los más brillantes Ariel y Miranda. Su superficie muestra un marcado efecto de oposición, su reflectividad cae desde un 35 % en un ángulo de fase de cero grados hasta un 25 % a un ángulo de un grado. Asimismo tiene un relativamente bajo valor de albedo de Bond, un 17 %. La superficie presenta un color ligeramente rojo.
Por otro lado, los depósitos de impactos recientes son más azulados, mientras que las suaves llanuras del hemisferio delantero, respecto al sentido de la traslación del satélite, cerca del cráter Úrsula y a lo largo de algunas fosas tectónicas son más rojos. Es posible que exista una asimetría entre los hemisferios delantero y trasero. El anterior parecer ser más rojo que el último en un 8 %. El enrojecimiento de la superficie se debe probablemente a la erosión espacial causada por el bombardeo de partículas cargadas y micrometeoritos durante toda la vida del sistema solar.

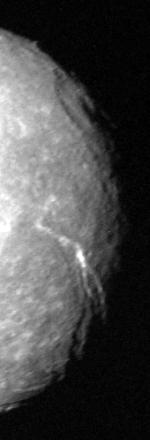
Imagen de Messina Chasma, el mayor cañón de Titania.

Los investigadores han identificado dos clases de accidentes geológicos en Titania: cráteres de impacto, cañones —llamados en lenguaje astrogeológico chasmata— y escarpes —llamados rupes. La superficie de Titania está menos craterizada que las superficies de Oberón y Umbriel, lo que significa que es mucho más reciente. Los diámetros de los cráteres varían entre unos pocos kilómetros hasta los 326 km de Gertrude, el mayor cráter conocido. Algunos cráteres como Úrsula y Jessica están rodeados de rayos de eyección consistentes en hielo relativamente reciente. Todos los cráteres de Titania tienen fondos planos y picos centrales. La única excepción es Úrsula que tiene un foso en el centro. Al oeste de Gertrude hay una área de irregular topografía, la llamada llanura sin nombre, que puede ser otro cráter de impacto ya degradado con un diámetro de 330 km.
La superficie de Titania está cortada por un sistema de enormes fallas normales y escarpes. En algunos lugares, las fallas paralelas en la corteza helada de Titania forman fosas tectónicas. El más destacado de los cañones de Titania es el Messina Chasma, que corre a lo largo de 1500 km desde el ecuador hasta casi el polo sur. Las fosas tectónicas son de entre 20 y 50 km de ancho y tienen una profundidad de entre 2 y 5 km. Los escarpes no relacionados con cañones, son llamados en lenguaje astrogeológico rupes, como Rousillon Rupes cerca de Úrsula. Las regiones a lo largo de algunos escarpes y cerca de Úrsula parecen de relieve suave a la resolución de las imágenes de la Voyager 2. Esas suaves planicies se formaron más tarde en la historia geológica de Titania, después de que se formaran la mayoría de los cráteres. El remodelado de la superficie puede haberse debido a procesos endógenos, incluyendo erupciones de material fluido del interior, criovulcanismo, o puede deberse al efecto de borrado que producen los materiales eyectados de un gran impacto cercano. Las fosas tectónicas son probablemente los accidentes más jóvenes de Titania ya que cortan cráteres e incluso las llanuras de suave relieve.
La geología de Titania estuvo influida por dos fuerzas antagónicas: la formación de cráteres de impacto y los procesos endógenos. La primera ha actuado durante toda la historia del satélite y abarcó toda la superficie del satélite. Los segundos también fueron globales en su alcance, pero solo fueron activos durante un tiempo concreto después de su formación. Estos procesos arrasaron el terreno original fuertemente craterizado, explicando el relativamente bajo número de cráteres presentes en la superficie de Titania hoy en día. Episodios de remodelado superficial pueden haber ocurrido posteriormente y ser responsables de la formación de las llanuras, las cuales pueden haberse formado también por los materiales eyectados en la formación de un cráter de impacto. Los procesos endógenos más recientes fueron principalmente de naturaleza tectónica y causaron la formación de cañones que son realmente gigantescas roturas de la capa de hielo superficial. Estas roturas fueron causadas por la expansión de Titania de aproximadamente un 0,7 %.
La lista de los principales accidentes geológicos de Titania es la siguiente:
| Tipo   | Accidente       | Longitud, diámetro (km) | Coordenadas     |
| ------ | --------------- | ----------------------- | --------------- |
| Chasma | Belmont Chasma  | 238                     | 8.5ºS, 32.6ºE   |
| Chasma | Messina Chasma  | 1492                    | 33.3ºS, 335ºE   |
| Rupes  | Rousillon Rupes | 402                     | 14.7ºS, 23.5ºE  |
| Cráter | Adriana         | 50                      | 20.1ºS, 3.9ºE   |
| Cráter | Bona            | 51                      | 55.8ºS, 351.2ºE |
| Cráter | Calpurnia       | 100                     | 42.4ºS, 291.4ºE |
| Cráter | Leonor          | 74                      | 44.8ºS, 333.6ºE |
| Cráter | Gertrude        | 326                     | 15.8ºS, 287.1ºE |
| Cráter | Imogen          | 28                      | 23.8ºS, 321.2ºE |
| Cráter | Iras            | 33                      | 19.2ºS, 338.8ºE |
| Cráter | Jessica         | 64                      | 55.3ºS, 285.9ºE |
| Cráter | Catalina        | 75                      | 51.2ºS, 331.9ºE |
| Cráter | Lucetta         | 58                      | 14.7ºS, 277.1ºE |
| Cráter | Marina          | 40                      | 15.5ºS, 316ºE   |
| Cráter | Mopsa           | 101                     | 11.9ºS, 302.2ºE |
| Cráter | Frinia          | 35                      | 24.3ºS, 309.2ºE |
| Cráter | Úrsula          | 135                     | 12.4ºS, 45.2ºE  |
| Cráter | Valeria         | 59                      | 34.5ºS, 4.2ºE   |

## Atmósfera
La presencia de dióxido de carbono en la superficie sugiere que Titania puede tener una tenue atmósfera estacional de CO2, muy parecida a la del satélite joviano Calisto. Otros gases como nitrógeno o metano es improbable que estén presentes porque la débil gravedad del satélite no puede evitar que escapen al espacio. A la máxima temperatura alcanzable en Titania durante el solsticio de verano, 89 K, la presión de vapor del dióxido de carbono es aproximadamente de 3 nbar.
En septiembre de 2001, Titania ocultó una estrella brillante, HIP 106829, de 7,2 de magnitud aparente, lo cual fue una oportunidad tanto para afinar en la medida del diámetro y otras efemérides de Titania, como para detectar una posible atmósfera. Los datos revelaron que no podría haber una atmósfera de más de entre 10 y 20 nbar, lo que la haría, si existiese, mucho más tenue que las de Tritón o Plutón. Este límite superior es varias veces mayor que la máxima presión en superficie de dióxido de carbono posible, lo que significa que las medidas no ponen restricciones a los parámetros de una posible atmósfera.
La peculiar geometría del sistema de Urano hace que los polos de los satélites reciban más energía solar que las regiones ecuatoriales. Como la presión de vapor del CO2 aumenta enormemente con la temperatura, significa que se puede acumular dióxido de carbono en las latitudes bajas de Titania, donde puede existir de manera estable en zonas de albedo alto y regiones sombreadas de la superficie en forma de hielo. Durante el verano, cuando las temperaturas polares alcanzan los 85-90 K, el dióxido de carbono se sublima y migra al polo opuesto y a las regiones ecuatoriales, dando comienzo a un tipo de ciclo del carbono. El hielo de dióxido de carbono acumulado puede ser eliminado por partículas magnetosféricas que erosionan la superficie. Se piensa que Titania ha perdido una significativa parte de su dióxido de carbono inicial desde su formación hace 4600 millones de años.

## Origen y evolución
Se piensa que Titania se formó a partir de un disco de acreción de gas y polvo que existió alrededor de Urano durante un tiempo después de su formación o que fue creado a partir de un impacto gigantesco sobre Urano que probablemente además fue el causante de la gran inclinación de su eje. La composición de esta nube no se conoce, no obstante la alta densidad de Titania y demás satélites de Urano comparados con los de Saturno indican que debía de ser relativamente pobre en agua. Cantidades significativas de nitrógeno y carbono pueden haber estado presentes en forma de monóxido de carbono y N2 en vez de amoníaco y metano. Los satélites formados en esta nube contendrían menos hielo de agua, con CO y N2 atrapados como clatratos y más roca, explicando la mayor densidad.
La acreción de Titania probablemente duró unos cuantos miles de años. Los impactos que acompañaron la acreción causaron el calentamiento de la capa externa del satélite. La máxima temperatura de alrededor de 250 K se alcanzó a la profundidad de 60 km. Antes del final del proceso de formación, la superficie se congeló mientras el interior seguía calentado debido a la desintegración de elementos radiactivos presentes en las rocas. Así la capa exterior se contrajo mientras que el interior todavía estaba caliente y dilatándose, lo que causó unas fuertes tensiones en la corteza del satélite que al final llevó a la rotura de esa superficie. El sistema de cañones que conforma la superficie de Titania puede ser el resultado de este proceso que pudo durar alrededor de 200 millones de años, lo que implica que la actividad endógena de Titania terminó hace ya miles de millones de años.
El calor inicial de la acreción junto con la desintegración de elementos radioactivos pudieron ser suficientemente intensos como para fundir el hielo si algún anticongelante, como amoniaco, en forma de hidrato, estaba presente. El proceso de fusión es posible que haya llevado a la separación del hielo de la roca y se haya formado un núcleo rocoso rodeado de un manto de hielo. Una capa de agua líquida rica en amoniaco disuelto puede haberse formado en el límite entre el núcleo y el manto. La temperatura eutéctica de esta mezcla es de 176 K. Si la temperatura ha caído por debajo de ese valor, el océano interior se habría ya congelado. El proceso de congelación del agua condujo a la expansión del interior, el cual produjo a su vez los cañones de su superficie. De momento, el conocimiento que se tiene de la evolución de Titania es muy limitado.

## Exploración
Las únicas imágenes cercanas de que disponemos provienen del sobrevuelo de Urano por la sonda espacial Voyager 2 en enero de 1986. Como la distancia mínima entre la sonda y Titania fue de 365 200 km, las mejores imágenes muestran una resolución de 3,4 km aproximadamente. Las imágenes cubren aproximadamente un 40 % de la superficie, aunque sólo un 24 % son de buena calidad. En el momento del sobrevuelo, el hemisferio sur de Titania apuntaba al Sol, mientras que el hemisferio norte estaba en oscuridad y no pudo ser estudiado. Ninguna otra sonda se ha aproximado a Urano desde entonces y ninguna misión ha sido programada en un futuro cercano.